# 2016 en Chine
Cet article présente les faits marquants de l'année 2016 en Chine.

## Évènements
- 1er février : une escroquerie en ligne, du type système de Ponzi, est découverte. Ding Ning, surnommé le Madoff chinois, fondateur de Ezubao aurait escroqué 900 000 personnes pour un montant estimé à 7,5 milliards de dollars[1],[2],[3].
- 23 juin : tornade meurtrière dans le Jiangsu.
- 4 et 5 septembre : sommet du G20 à Hangzhou.
- 4 septembre : élections législatives à Hong Kong.